# 坂田正弘
坂田 正弘（さかた まさひろ、1953年（昭和28年）4月11日 - ）は、日本の実業家。生え抜き初のキヤノンマーケティングジャパン代表取締役社長を務める。

## 人物・経歴
東京都出身。1977年明治大学商学部卒業、キヤノン販売（のちのキヤノンマーケティングジャパン）入社。2003年MA販売事業部長。2006年取締役に昇格。2009年常務取締役。2013年取締役専務執行役員ビジネスソリューションカンパニープレジデント。2015年から生え抜きとしては初となる代表取締役社長を務め、人手不足が続く中で中小企業のIT化支援を進めるなどした。2021年キヤノンマーケティングジャパン相談役。